# Love Gun (píseň)
Love Gun je píseň americké rockové skupiny Kiss vydaná na albu Love Gun. Píseň napsal zpěvák a kytarista Paul Stanley v letadle do Japonska. Song je velice oblíbený u fanoušků a i skupina samotná má k písni velice pozitivní vztah, neboť ho hrají téměř na každém koncertu. Také se objevil snad na každém výběrovém albu skupiny. Na B straně singlu vyšla píseň Hooligan, kterou nazpíval bubeník Peter Criss.

## Sestava
- Paul Stanley – zpěv, rytmická kytara
- Gene Simmons – zpěv, basová kytara
- Ace Frehley – sólová kytara, basová kytara
- Peter Criss – zpěv, bicí, perkuse